# Пиер Луврие
Пиер Луврие е френски бизнесмен, който през март 2015 г. опита да стане собственик на 43% от Виваком АД чрез фирмата „LIC33“ . Няколко месеца по-късно той се отказа да придобива дялове в компаниите .

## Икономически интереси
Към март 2015 г. е Директор на Русгрейн холдинг (руска агро-фирма), като завеждащ Комитетите по корпоративни финанси, по одит и по заплащане. Преди това работи във финансови фирми с интереси в Източна Европа, в руския клон на KMPG и в Accenture.

### Сделка за Виваком
През март 2015 г. LIC33, фирмата на Луврие, предлага 1 (едно) евро за 43% от дяловете на Виваком, както и за няколко други компании . Това включва обещание за погасяване на заеми към банки на стойност 900 милиона евро, включително 150 милиона евро дължими през май 2015 г. Средно LIC33 очаква да прекара 3 до 5 години с дадена фирма, преди да се раздели с нея. По време на пресконференцията относно сделката, Луврие заявява: „Правителството трябва да е спокойно. Ще платим всичко. Правим подарък на България“.
Край на сделката за Виваком
Няколко месеца по-късно Луврие се отказва да придобива дялове в компаниите. Междувременно Виваком не успява да върне заем на руската банка ВТБ Капитал. Фондът за гарантиране на влоговете също следи развоя на сделката, тъй като институцията очаква възстановяването на 150 млн. евро, които са изтекли от КТБ в посока към телекома. 

## Извън бизнеса

### Образование
Висшето си образование получава в Лондонското бизнес училище и Университета в Лувейн.

### Политически позиции
Според публикации в руските медии Пиер Луврие е приближен до руския олигарх Константин Малофеев, собственик на Маршаш Кепитъл, който е санкциониран от Европейския съюз и от САЩ заради подкрепата, която оказва на руските сепаратисти в Украйна .
Цитат от 16 март 2014 г.:
Celebrating #Crimea's re-unification to #Russia with #Olya and #GerardDepardieu 